# Atractocarpus benthamianus
Atractocarpus benthamianus es una planta de la familia Rubiaceae del este de Australia. Es una especie del sotobosque de las áreas forestales lluviosas subtropicales y templadas de clima suave que crece en suelos fértiles. El rango de su distribución natural es desde Foster, Nueva Gales del Sur (32° S)  hasta el centro de Queensland a 26° S. Esta planta presenta hermosas flores aromáticas.

## Descripción
Crece como un arbusto leñoso o un pequeño árbol y alcanza 8 m de alto. El tronco no forma contrafuertes pero puede estar torcido, y cubierto por una corteza lisa gris con marcas horizontales y lenticelas largas. El nuevo crecimiento es velloso en plantas al norte de Coffs Harbour (30° S). Las hojas grandes brillosas oscuras son obovadas a lanceoladas y oscilan entre los 8-20 cm de largo por 2-4 cm de ancho, y dispuestas en verticilos de 3-4 en las ramas. La vena central y el resto de las venas son prominentes en la hoja. Las pequeñas flores fragantes aparecen desde junio a noviembre, crecen en racimos de dos o tres y tienen cinco pétalos lanceolados alrededor de un tubo. El fruto de forma oval madura de mayo a septiembre, y produce 14-18 semillas en una pulpa. 
 La fragancia de las flores han sido comparadas a aquellas de la gardenia común.

## Distribución y hábitat
El rango de su distribución es desde Forster (32° S) en la costa centro norte de Nueva Gales del Sur pasando por Nambour (26° S) en Queensland. Se le encuentra en áreas de bosque lluvioso de templado suave a subtropical.

## Evolución, filogenia y taxonomía
Atractocarpus benthamianus fue originalmente descrito por el naturalista alemán Ferdinand von Mueller que estudió la flora de Victoria, quien lo nombró en honor del botánico George Bentham. Es comúnmente conocida como gardenia australiana (native gardenia).
Conocida por muchos años como Randia benthamiana, se ganó su actual nombre binomial en 1999 con la publicación de la revisión del género por los botánicos Christopher Puttock y Christopher Quinn.

## Sinonimiay variedades
1. Sinonimia de Atractocarpus benthamianus.

- Randia benthamiana F.Muell., Fragm. 9: 180 (1875).
- Gardenia benthamiana F.Muell., Fragm. 9: 180 (1875), pro syn.

1. Sinonimia de Atractocarpus benthamianus subsp. benthamianus.

- Gardenia chartacea var. latifolia  F.Muell. ex Benth., Fl. Austral. 3: 410 (1867).

## Usos
Su tupido follaje exuberante, flores fragantes y fruto colorido le dan un potencial horticultural en jardines de clima subtropical y templado suave. Es conveniente para posiciones sombreadas en jardines, y en especies de interiores de iluminación moderada a intensa.